# Gatuscen i Berlin
Gatuscen i Berlin (tyska: Berliner Straßenszene) är en oljemålning från 1913 av den tyske expressionistiske konstnären Ernst Ludwig Kirchner. Målningen är utställd på Neue Galerie i New York.
Målningen visar folkliv i Berlin. I förgrunden syns två kvinnliga prostituerade och två manliga sexköpare. Som modeller stod systrarna Erna Schilling (1884–1945, sedermera Kirchners fru) och Gerda Schilling samt troligen konstnärskollegan Otto Mueller.
Målningen tillhörde den judisk-tyske konstsamlaren Alfred Hess under mellankrigstiden. År 1980 inköptes den av Brücke-Museum Berlin som 2006 tvingades återbörda tavlan till Hess ättlingar i enlighet med Washington Conference Principles on Nazi-Confiscated Art. Den såldes därefter på Christie's för 30 miljoner euro till det privata galleriet Neue Galerie i New York.